# Biwong-Bane
Biwong-Bane es una comuna camerunesa perteneciente al departamento de Mvila de la región del Sur.
En 2005 su población era de 13 151 habitantes, de los que 802 vivían en la capital comunal homónima.
Se ubica unos 25 km al norte de la capital regional Ebolowa.

## Localidades
Comprende, además de Biwong-Bane, las siguientes localidades:
- Abiete-Bene
- Adjap Mvog Eda
- Adjap-Fong
- Adjap-Menyié
- Akiae
- Ating-Bané
- Ebemewomen
- Ebong - Ayissi
- Efoumoulou Nselek
- Engongom
- Kama
- Ma'anemenyin
- Melangue
- Melangue III
- Metet
- Minkane
- Ndzom-Bané
- Ngoazip I
- Ngoazip II
- Ngoékélé
- Nkoémvone
- Nkol Amougou
- Nkolenkeng
- Nkolonyié
- Nyep-Bané
- Obang I
- Ofoumbi
- Oveng Fong
- Oveng-Bané
- Yem Mvog Mba